# Leptus beroni
Leptus beroni är en spindeldjursart som beskrevs av Alex Fain 1992. Leptus beroni ingår i släktet Leptus, och familjen Erythraeidae. Arten är reproducerande i Sverige.